# Reichsburg Kyffhausen

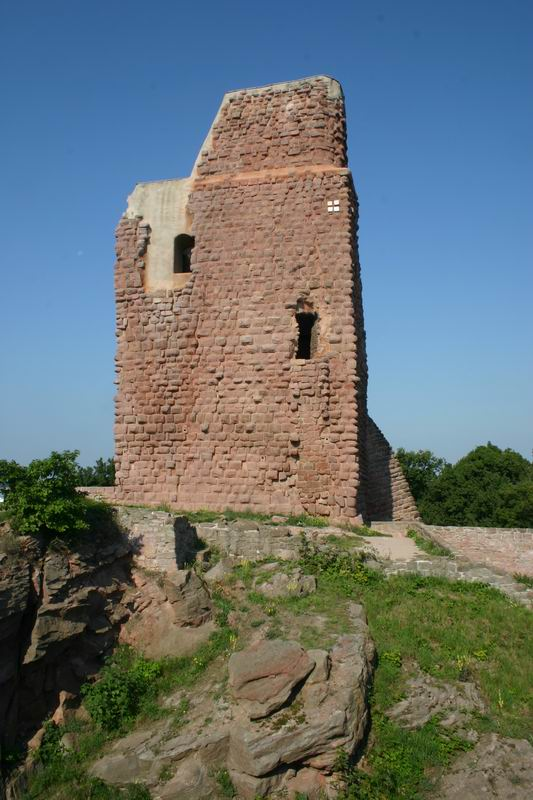
Torre de menagem do Castelo Alto.

As ruínas do Reichsburg Kyffhausen (em português: Castelo Imperial de Kyffhäuser) estendem-se ao longo de um sopé, com 800 metros, das montanhas Kyffhäuser, em Bad Frankenhausen, distrito de Steinthaleben, no Estado alemão da Turíngia, perto da fronteira com o Estado da Saxónia-Anhalt. Na vizinhança imediata estão as aldeias de Sittendorf e Tilleda, pertencentes à área de Kelbraer. Com uma altitude de cerca de 457 metros, ergue-se num promontório 200 metros acima do vale de Goldene Aue.
O Reichsburg Kyffhausen, à semelhança do que acontece, por exemplo, com o Castelo de Malbork, é constituído por três secções com fossos a separar as fortificações medievais. Estas três áreas são denominadas de "Castelo Alto", "Castelo Médio" e "Castelo Baixo". Com um comprimento de cerca de 600 metros e uma largura de cerca de 60, no seu conjunto formam um dos maiores castelos da Alemanha. Juntamente com o museu do castelo e o Monumento Kyffhäuser, é um dos destinos turísticos mais visitados da Alemanha, sendo principalmente conhecido pela lenda de Barba-Ruiva (ou de Kyffhäuser).

## História

### A colonização da montanha na pré-história e no início dos tempos históricos
A colonização da colina do castelo, fortemente inclinada a sul, leste e norte, provavelmente remonta já ao período neolítico, definido de acordo com achados arqueológicos, mas as ferramentas de pedra recuperadas, conhecidas como "cunhas de sapato", também foram usadas apenas na Idade Média como proteção contra os raios. Achados de cerâmica e metal da Idade do Bronze tiveram provavelmente origem nos túmulos danificados no claramente visível esporão da montanha. 
Em várias secções da escavação no Castelo Alto, foram encontrados, em 1937/1938, os restos duma fortificação da Idade do Ferro (Hallstatt D–La tène A (B)/"Cultura da Turíngia" dos séculos VI/V a.C.). Uma parede de pedra seca foi encontrada mais longe, na direção do vale, como parte das paredes medievais. O assentamento pré-histórico mudou-se para a área povoada mais abaixo na encosta. A camada cultural, com até meio metro de espessura, contém inúmeros achados de cerâmica e também a descoberta de uma camada com cereais queimados. Um fundo desse género é geralmente interpretado como restos de um culto. Esta interpretação é apoiada, mas não claramente.

### Do início do castelo medieval à primeira destruição em 1118

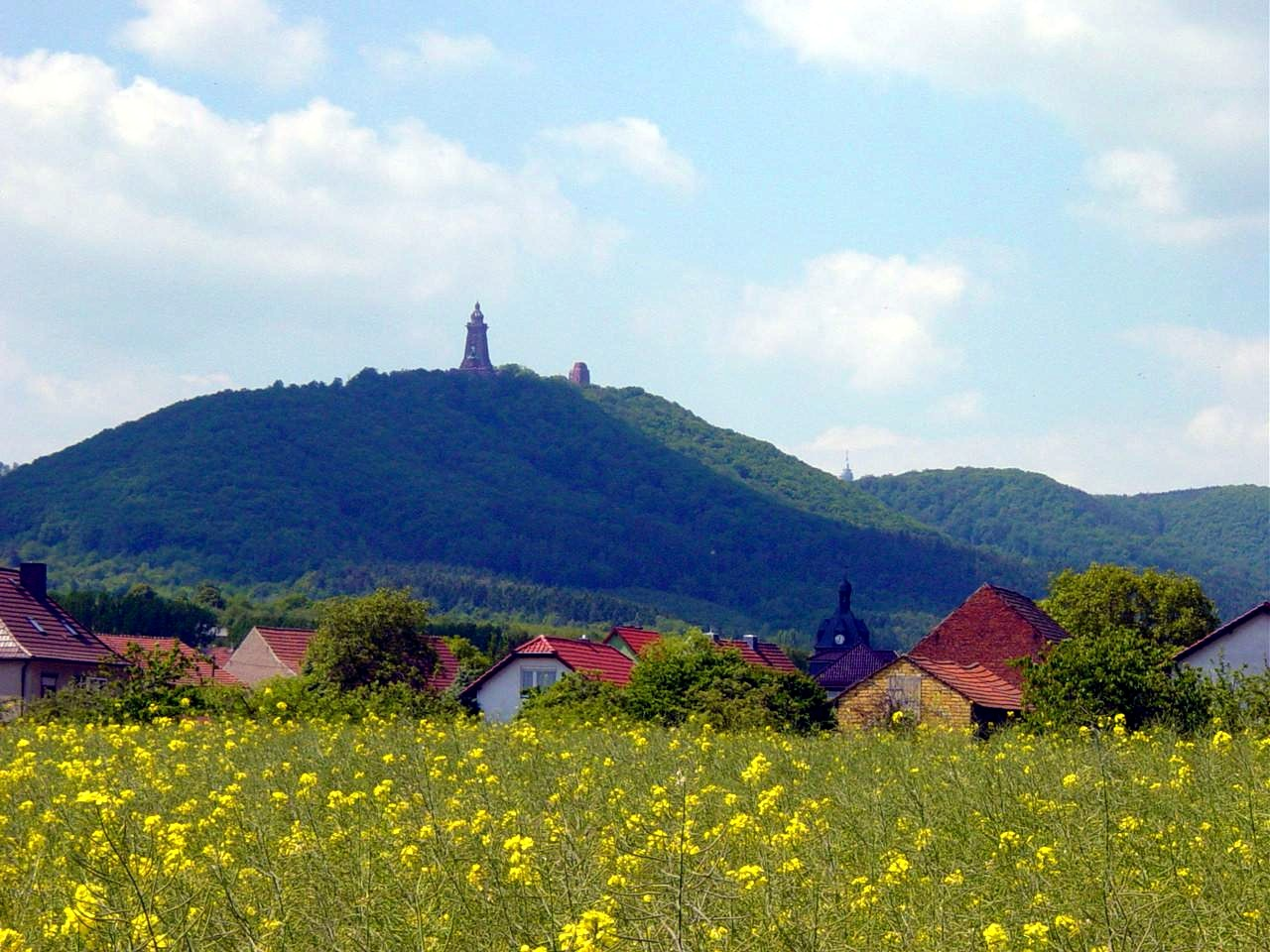
O Reichsburg Kyffhausen visto de Tilleda.

O início do castelo é, em grande parte, desconhecido porque as fontes para o seu uso final e total são escassas. A sua construção está, sem dúvida, intimamente relacionada com a administração e protecção do extenso Reichsgut no sul da Harzvorland e do Goldenen Aue, além da protecção do Pfalz Tilleda, situado apenas a dois quilómetros de distância.
O ano de 1118 já consta nas fontes escritas com o relato do castrum etiam Cuphese pelo Duque Lotário de Supplinburg. Isso aconteceu durante os conflitos com o Rei Henrique V, o chamado levante saxão. Esta narração também é a primeira menção escrita sobre o castelo. Pensa-se que a sua construção tenha ocorrido no século XI, provavelmente durante o reinado do Rei da Germânia Henrique IV, embora na área do castelo Alto se possam mesmo encontrar, eventualmente, testemunhos do final do século X.

### Kyffhausen como castelo imperial dos Hohenstaufen

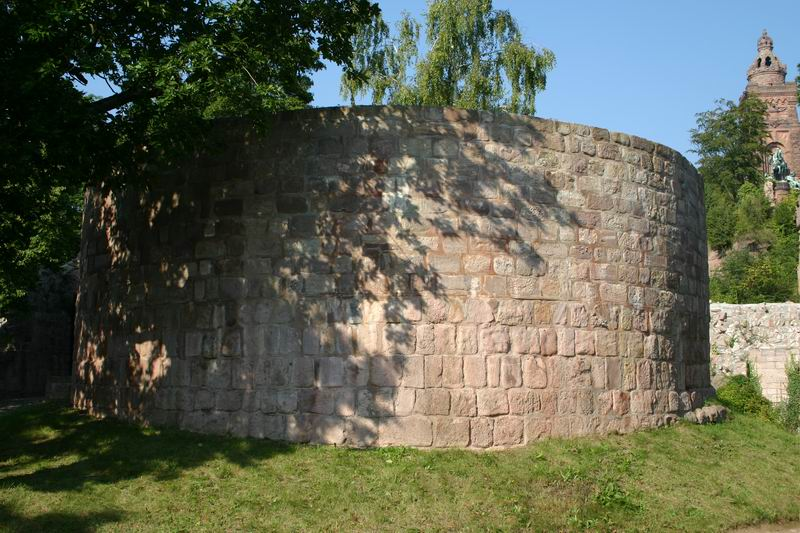
Base da torre de menagem no Castelo Baixo.

Após a destruição de 1118 - que também foi comprovada numa escavação por uma camada queimada que se encontrou em vários locais do Castelo Baixo - deu-se uma reconstrução rápida e extensa, provavelmente, no reinado de Lotário III, que foi concluída já no reinado de Frederico I, Barba-Ruiva. A hipótese de Barba-Ruiva, durante a sua estadia no Pfalz Tilleda, em 1174, ter estado no Reichsburg Kyffhausen apenas pode ser conjeturada. Nos séculos XII e XIII floresceram três castelos consecutivos para destacar a sua importância. Isto está documentado, por um lado, pelo número e qualidade dos edifícios construídos durante esse período e, por outro, pelo metal numeroso e de alta qualidade, em objetos dourados de bronze e cobre, encontrados no Castelo Superior, o que o aproxima, aparentemente, à função de um núcleo (Kernburg) ou castelo principal (Hauptburg). No entanto, não existe o testemunho da permanência no castelo de qualquer governante neste tempo. As fontes datadas entre meados do século XII e a primeira metade do século XIII apenas documentam a administração do castelo e do Tafelgut pelos Reichsministerialen (cavaleiros imperiais) que mais tarde se tornaram Senhores de Mildenstein.
As paredes em camadas de conglomerado dominadas por arenito de Kyffhäuser, que já aparecem com um vermelho pálido pelo uso, tiveram que receber rebocos adicionais de cor vermelha, pelo menos, duas vezes no tempo dos Hohenstaufen. Depois duma fina camada desse reboco ter sido já observada, na muralha dos Castelo Alto e do Castelo Médio, durante as investigações da década de 1930, a sua existência pôde ser comprovada de novo em 1995, agora noutros edifícios na área do castelo, especialmente na capela no Castelo Baixo. A cor vermelha, o chamada de Rote Spitzen, presente noutros castelos e edifícios imperiais do Imperador Frederico I, como o mosteiro agostiniano em Altenburg, atingiu um significado simbólico especial. Assinalava a presença de construtores imperiais e o impacto visual do castelo no sopé desmatado da montanha aumentava enormemente.

### O castelo no final da Idade Média

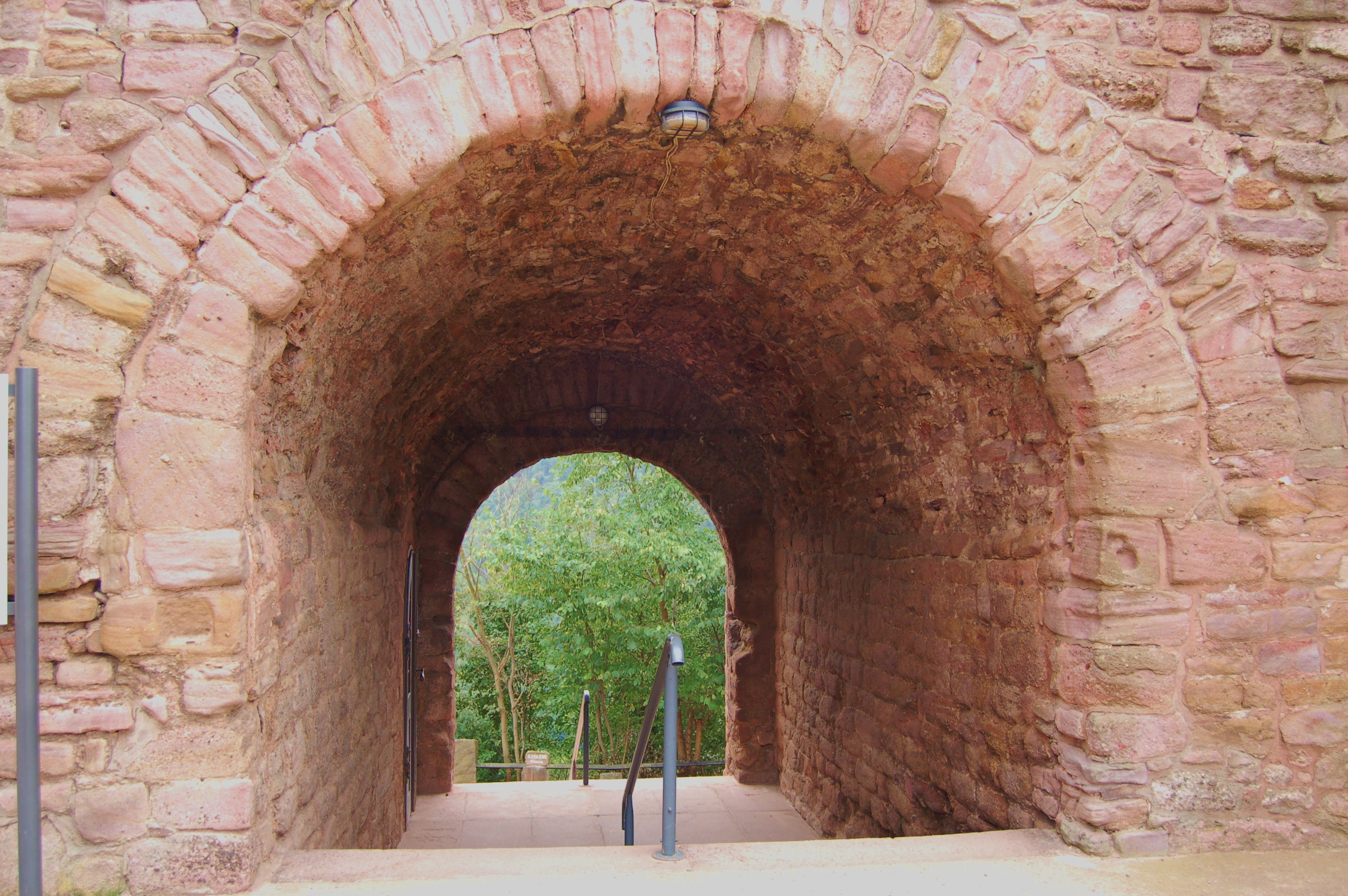
O histórico Erfurter Tor (Portão Erfurter).

Já no final do século XIII, o castelo perdeu a sua importância estratégica para o reino e passou por um período em que sofreu várias alterações de proprietários. Depois da extinção dos Condes de Rothenburg como proprietários do condado do castelo, o Rei Rodolfo de Habsburgo transferiu para o Conde Frederico V de Beichlingen o cargo de conde do castelo. Em 1375, os Condes de Beichlingen tiveram que aceitar o feudo do Burg Kyffhausen dos condes da Turíngia, da Casa de Wettin. Em 1378, o conde da Turíngia confiou os castelos Rothenburg e Kyffhausen, por 970 marcos, aos Condes de Schwarzburg. Apesar do acordo de direito de recompra, nenhum dos castelos voltou à posse dos condes da Turíngia. Em 1407, os Condes de Schwarzburg-Rudolstadt receberam o feudo sobre o castelo e desligaram-se, assim, dos Condes de Beichlingen.
Na Düringischen Chronik ("Crónica de Düringer"), Johannes Rothe (falecido em 1434) é referido como o "wustes sloz" de Kyffhausen. Somente no Castelo Baixo foi novamente restaurada a capela e consagrada, em 1433, como capela de peregrinação "para a santa cruz" ("Zum heiligen Kreuz"). Isso é testemunhado ao lado do próprio edifício por várias sepulturas e por achados de emblemas de peregrinos. Mais tarde, com a Reforma Protestante também se perdeu este centro de peregrinação regional e a montanha onde se viria a construir o Monumento Kyffhäuser foi usada apenas como pedreira a partir do século XV.

### O uso dos terrenos nos tempos modernos

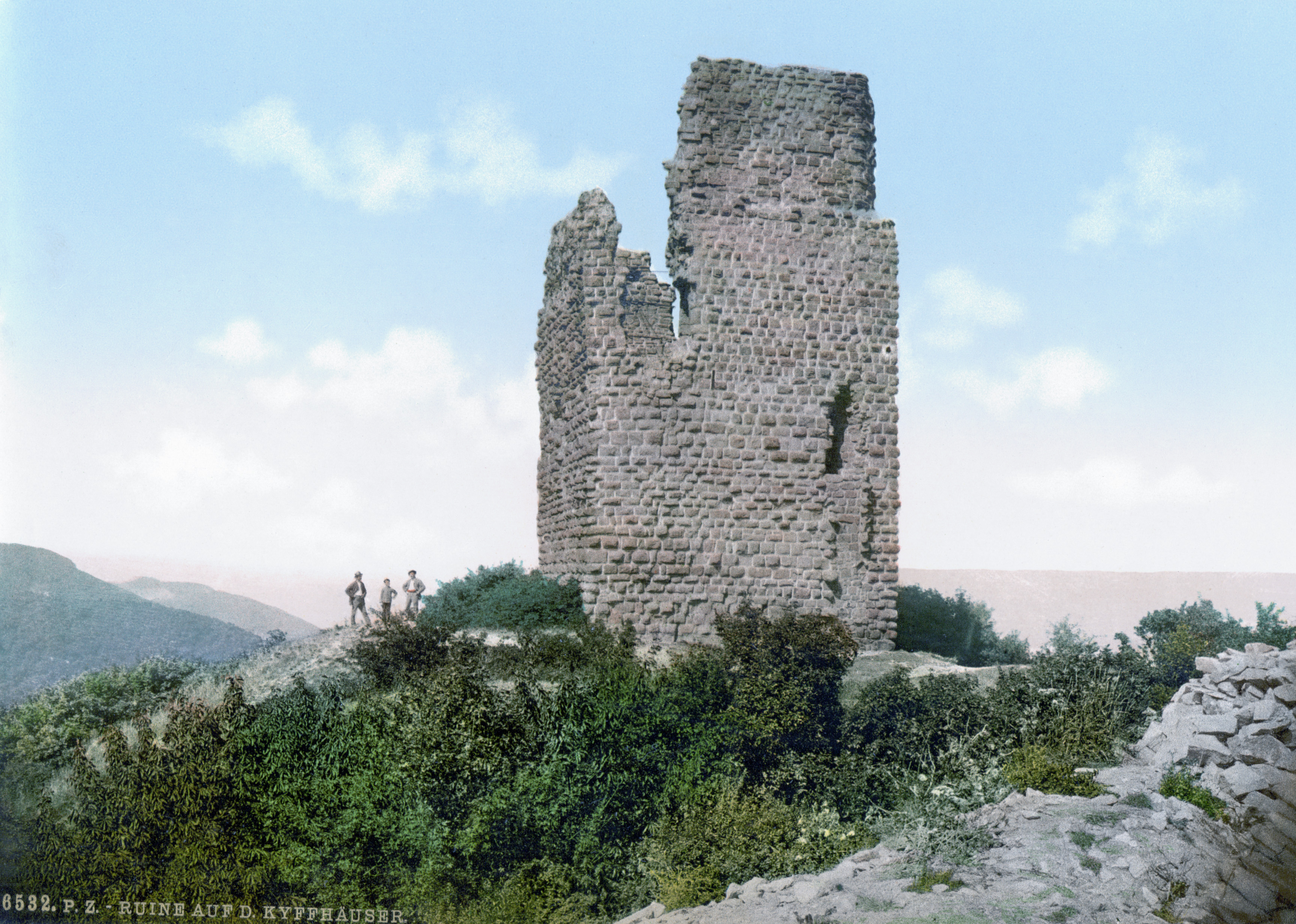
Torre de Barba-Ruiva em 1900.

Por causa da divulgação da Lenda de Barba-Ruiva num folheto publicado em 1519, surge o aparecimento repetido do chamado "falso Frederico" ("falscher Friedriche"). A mais conhecida é a presença de um alfaiate de Langensalza, no ano de 1546, que se comportava como o Imperador Frederico e "residia" nas ruínas do castelo.
Já na época do Classicismo de Weimar, mas mais ainda no período do romantismo, as ruínas tornaram-se numa atracção turística. Em 1776, Johann Wolfgang von Goethe e o Grão-duque Carlos Augusto de Saxe-Weimar-Eisenach rumaram a Kyffhäuser. No início do século XIX, Kyffhäuser também foi um símbolo do movimento de libertação e da criação de um Estado-nação alemão. Em 1817 Friedrich Rückert publicou o seu poema Der alte Barbarossa ("O Velho Barba-Ruiva"), que era de conhecimento comum nas escolas e fez com que Kyffhäuser ganhasse ainda mais notoriedade. Entre 1846 e 1848 foram realizadas nas ruínas do castelo reuniões da Burschenschaft. Devido à construção, entre 1890 e 1898, do Monumento Kyffhäuserden no Castelo Superior, grande parte das ruínas do castelo foram destruídas.
Até à Revolução de Novembro na Alemanha, em 1918, o Reichsburg Kyffhausen pertenceu ao Principado de Schwarzburg-Rudolstadt, passando de seguida para o Estado Livre da Turíngia.

### As escavações arqueológicas de 1934-1938

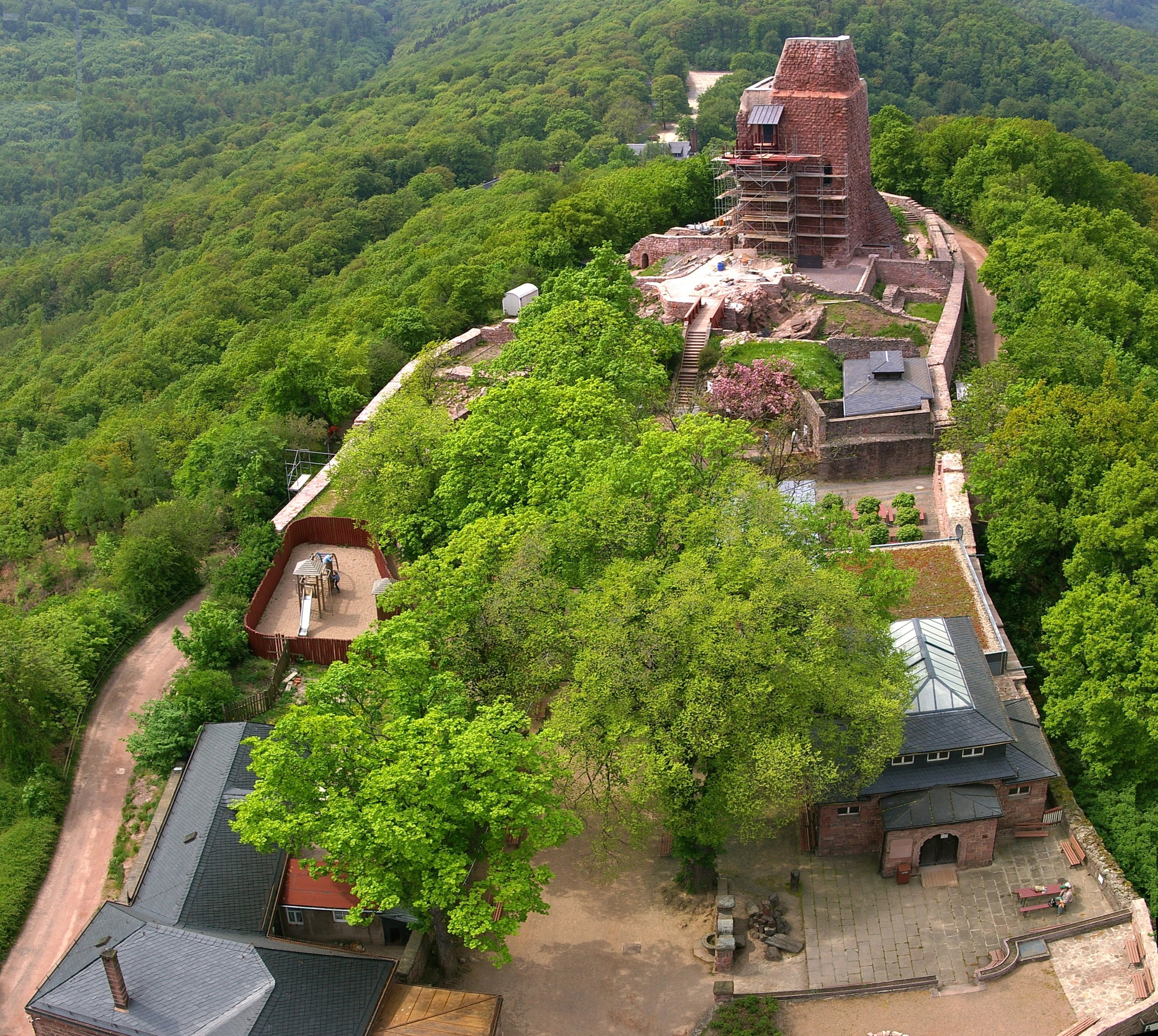
Aspecto parcial do Reichsburg Kyffhausen.

Em 1934, a Liga de Combatentes do Império Alemão (Kyffhäuserbund), como proprietária do local, começou a desimpedir e conservar as restantes partes do Reichsburg Kyffhausen não danificadas pela construção do Monumento Kyffhäuser, de forma a torná-las acessíveis ao público. Nesse contexto, foram necessárias escavações arqueológicas no Castelo Baixo (1934–1936) e no Castelo Alto (1937–1938), realizadas sob a direcção do responsável estatal pelas antiguidades pré e proto-históricas no solo da Turíngia, o Prof. Dr. Gotthard Neumann, e dos seus assistentes do Museu Germânico da Universidade de Jena. Em 1938, as escavações foram concluídas, tendo sido realizadas utilizando o Reichsarbeitsdienst (programa nazi destinado a reduzir o desemprego) e muitos voluntários, sob uma grande pressão de tempo. Foi, portanto inevitável comprometer a qualidade científica das escavações, mas, no entanto, essas escavações forneceram pistas essenciais sobre o desenvolvimento da construção e equipamento nos castelos da Idade Média.
No decorrer das escavações surgiram divergências significativas com a Liga de Combatentes do Império Alemão na interpretação dos vestígios descobertos do assentamento pré-histórico e do povoado. Heinrich Himmler e a Forschungsgemeinschaft Deutsches Ahnenerbe e. V. ("Fundação para a Pesquisa do Património Ancestral Alemão") , fundada em 1935 por este, também tentaram influenciar cada vez mais as investigações. Embora as descobertas pré e proto-históricas tenham sido apresentadas em detalhe pelos escavadores , em 1940, ainda está pendente até hoje a reavaliação arqueológica da história da arquitectura medieval e a apresentação de inúmeros - alguns excelentes - achados medievais.

### O castelo da segunda metade do século XX à actualidade

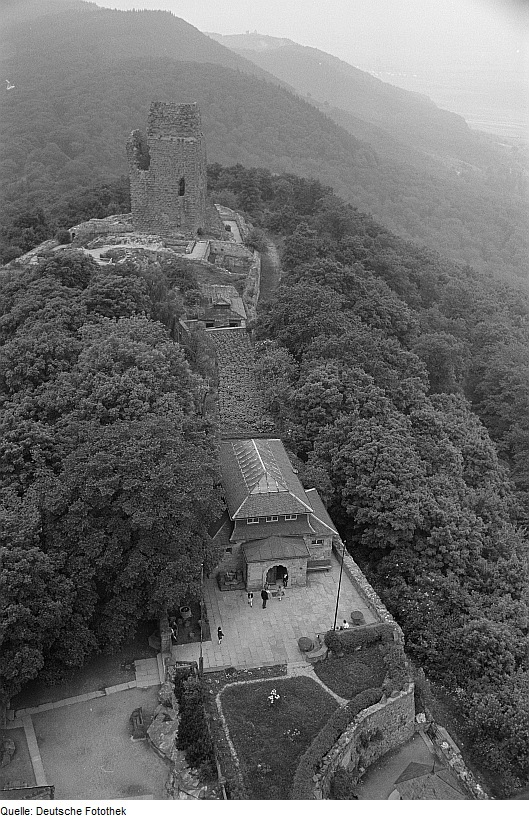
Vista parcial do Reichsburg Kyffhausen em 1951.

Após as escavações na década de 1930, as ruínas ficaram seguras e em parte consolidadas. No final da Segunda Guerra Mundial houve, alegadamente, planos para explodir o Monumento Kyffhäuser, o que também teria afectado severamente as ruínas do castelo. Em ligação com o ainda maior uso turístico verificado na época da RDA, fortaleceram-se os trabalhos de consolidação nas ruínas e no monumento a partir de 1990. Neste contexto, nos últimos anos foram novamente realizadas pequenas escavações e resgates de emergência, assim como pesquisas de construção especialmente na Torre Barba-Ruiva.
O trabalho científico da história da construção do castelo esteve até 1961 nas mãos do famoso pesquisador de castelos Herrmann Wäscher. Até que ponto os seus pensamentos sobre o processo de construção, cálculos para a área de construção e esforços de construção e reconstrução ainda são válidos, só pode ser decidido depois de uma apresentação detalhada das descobertas arqueológicas e conclusões, incluindo os mais recentes estudos arqueológicos e da história da arquitectutura.

## Descrição do castelo
Toda a planta é dividida em três secções, anteriormente auto-suficientes. Estas são chamadas de "Castelo Alto", "Castelo Médio" e "Castelo Baixo".

### O Castelo Alto

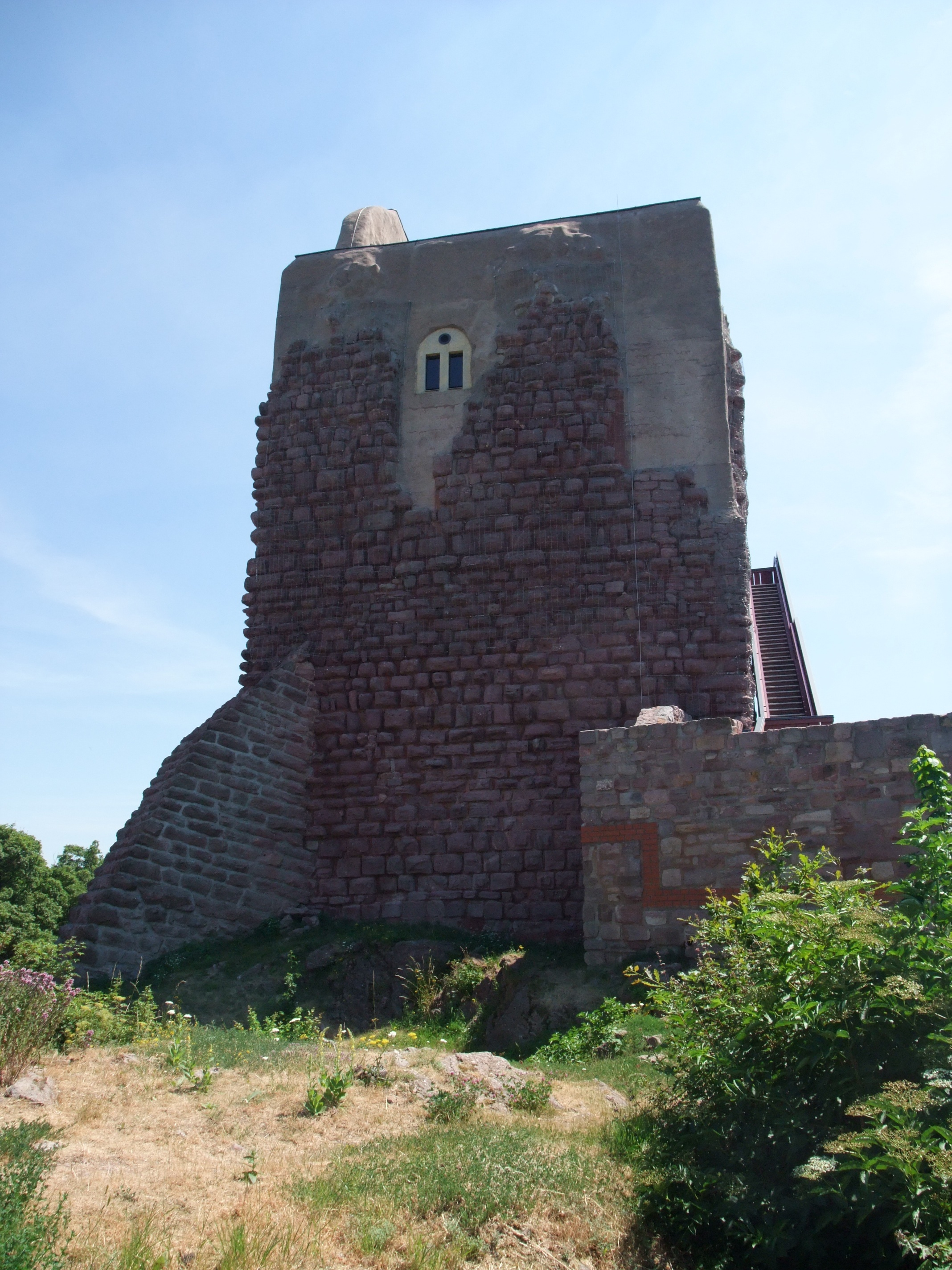
Aspecto exterior da Torre barba-Ruiva.

O Castelo Alto é – ao contrário do imaginado por Hermann Wäscher - a mais antiga das três áreas. Terá emergido, segundo cálculos feitos com base na análise de cerâmicas encontradas por Wolfgang Timpel, na primeira metade do século XI ou, possivelmente, até mesmo no século X. 

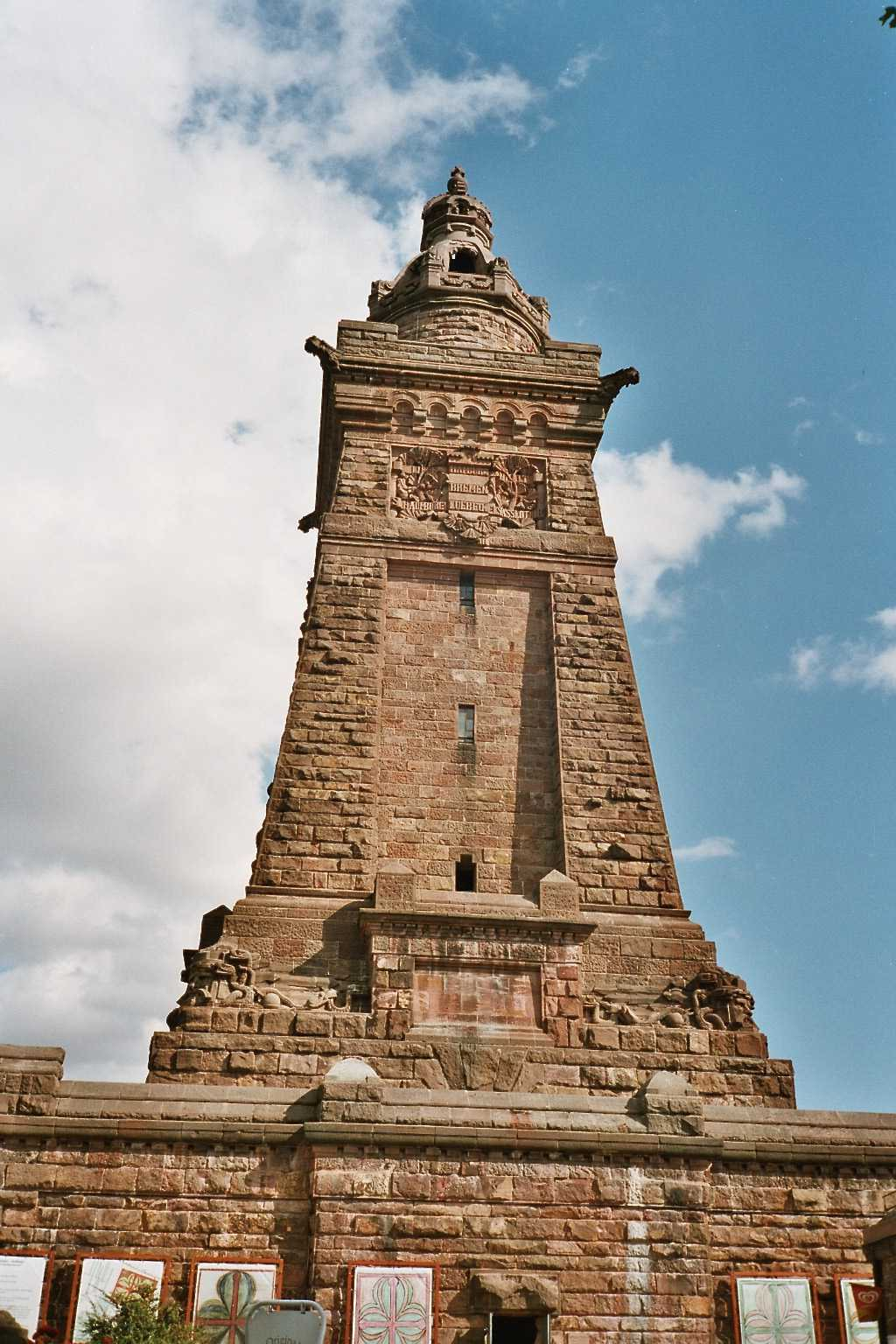
Monumento Kyffhäuser, na área do Castelo Alto.

Durante a construção do Monumento Kyffhäuser, forma destruídos cerca de dois terços. Foram preservados vários dos seus edifícios notáveis na parte ocidental. Particularmente notável é a torre de menagem quadrada, a chamada Torre Barba-Ruiva. A camada externa da torre de alvenaria, de 3 metros de espessura, com rusticado ainda está preservada até uma altura de 17 metros, devendo originalmente elevar-se até aos 30 metros. Tal como é muitas vezes assumido em relação a estas estruturas, pensa-se que terá servido como refúgio para os senhores do castelo. Esta é, no entanto, bem cuidada como um mito dos antigos castelos de pesquisa. A sua real importância foi para além das suas capacidades de defesa, servindo como um símbolo da dominação e poder. Além disso, também teria funções residenciais, o que se manifesta através de dois pisos de habitação com lareiras e latrinas. Nesta torre de menagem foram escavadas e preservadas várias fundações e paredes que sugerem, entre outras coisas, uma habitação principal tripartida (palácio) no lado sul e uma cozinha no lado noroeste. Ainda permanecem preservados no Castelo Alto restos de muralha e o chamado Erfurter Tor (Portão Erfurter), um simples portão de câmara românico sem defesas adicionais do último terço do século XII, que se pode comparar bem com os portões do Runneburg, em Weißensee, ou do Eckartsburg.

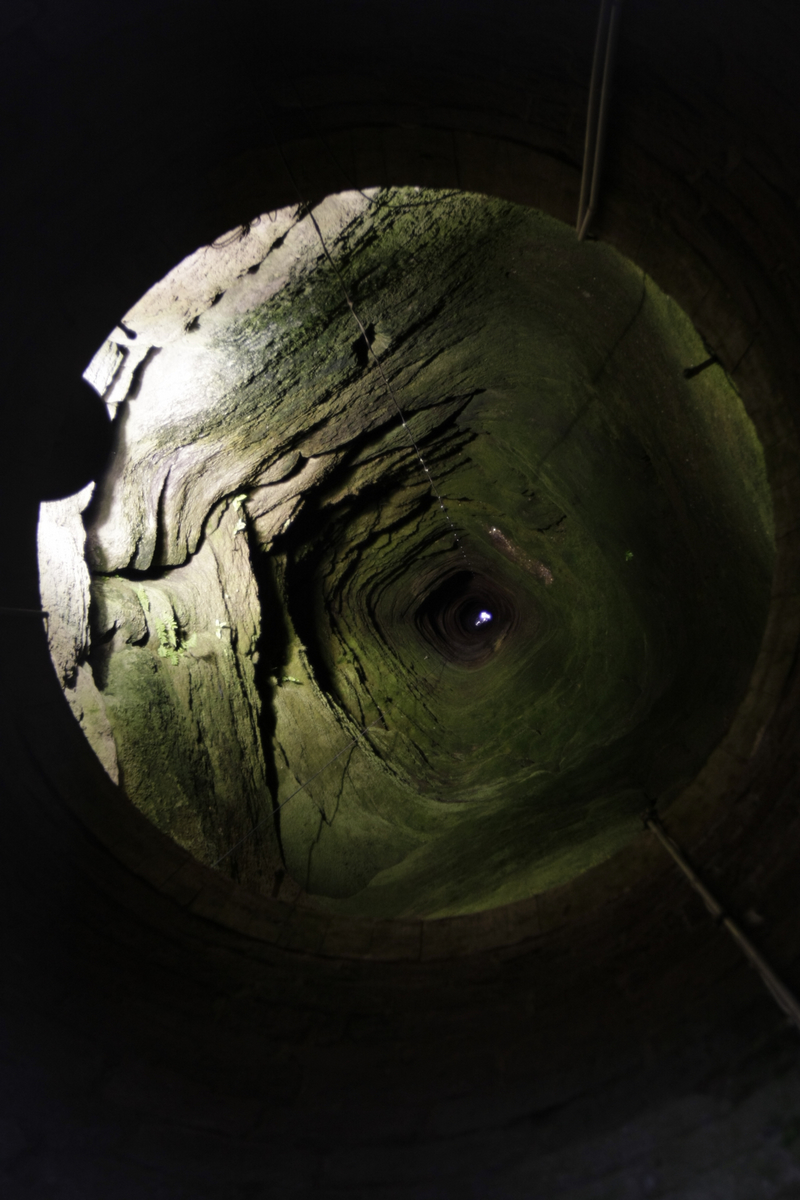
Aspecto do poço.

Durante os trabalhos para a construção do Monumento Kyffhäuser, também foi redescoberto o poço do castelo, de 176 metros aprofundados na rocha, sendo um dos mais fundos poços de castelos medievais na Europa Central. O canal do poço tem um diâmetro de 2 metros. É alimentado por águas de infiltração e não, como às vezes se pode ler, por águas subterrâneas. O escoamento através de uma fenda mantém o nível da água constante em 9 metros. No período de 1934 a 1938, durante a escavação arqueológica, foi limpo de lixo e entulho. Não se pode determinar com certeza quando o poço foi criado, mas assume-se que tenha sido feito apenas na fase final de expansão do castelo. No entanto, por vezes também se aceita que tenha sido construído entre 1140 e 1180, o que se justifica pela importância do castelo na época, mas até agora não tem comparação com qualquer outro caso e, por isso, tal datação parece improvável.
O poço está agora iluminado. No passado, para demonstrar a enorme profundidade, era descido um cântaro, lentamente enchido de água numa questão de minutos e vazado para dentro do poço. Cerca de 20 segundos depois podia observar-se o impacto da água no lençol freático através da mudança dos reflexos de luz. Agora podem lançar-se pedras de arenito compradas previamente no local. Uma cesta colocada abaixo do nível da água recolhe as pedras e permite a sua recuperação para a superfície.

### O Castelo Médio
Do final da Idade Média e do início da Idade Moderna, devido a uma pedreira para mós que destruiu o Castelo Médio, apenas estão aqui preservados restos da antiga alvenaria. Estes incluem restos de uma torre rectangular e de outra redonda. Certezas relativas à idade, avanço da construção e função são, portanto, praticamente impossíveis.
Hoje apresenta-se como um romântico desfiladeiro acidentado, que já fascinou Goethe em 1776. Pela pedreira, também foram expostos vestígios de madeira silicificados (petrificados). Alguns destes troncos com 300 milhões de anos encontram-se em frente ao museu do castelo.

### O Castelo Baixo

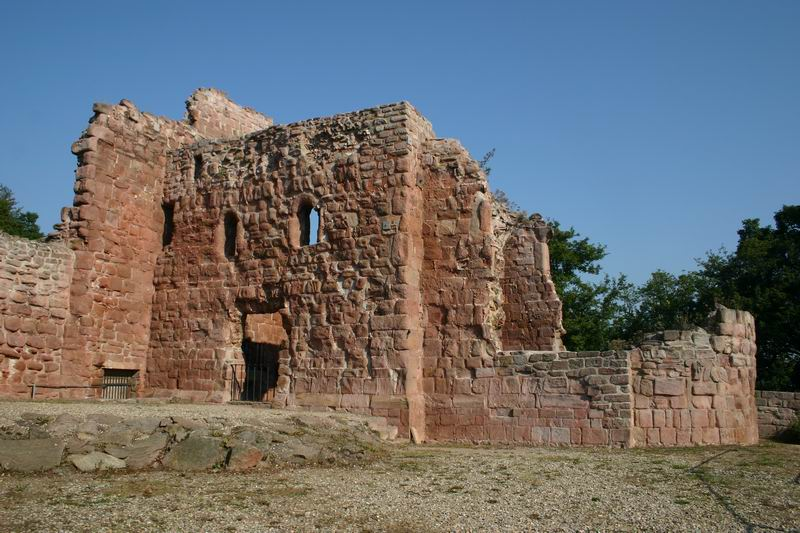
Capela no Castelo Baixo.

Mais bem preservado está o Castelo Baixo, exposto novamente e em parte remurado apenas na década de 1930, quase fechado por uma preservada muralha de cintura com até 10 metros de altura e um outro simples portão de câmara com faces bem preservadas. No Castelo Baixo foram descobertos restos de paredes e fundações de edifícios residenciais e comerciais oriundos de diferentes fases de construção do castelo. Na parte ocidnetal, separada por uma parede transversal, ergue-se a base da torre de menagem com 11 metros de diâmetro. Na parte traseira, a capela renovada no século XV tem uma segunda torre (casa-torre?) edificada. Uma poderosa linha de fogo, encontrada em quase todas as escavações do Castelo Baixo, acaba ao nível da destruição de 1118, pelo que já devia existir naquele tempo. Portanto, as estruturas do Castelo Baixo não podem ter sido estabelecidas muito antes do século XII.

## Galeria de imagens

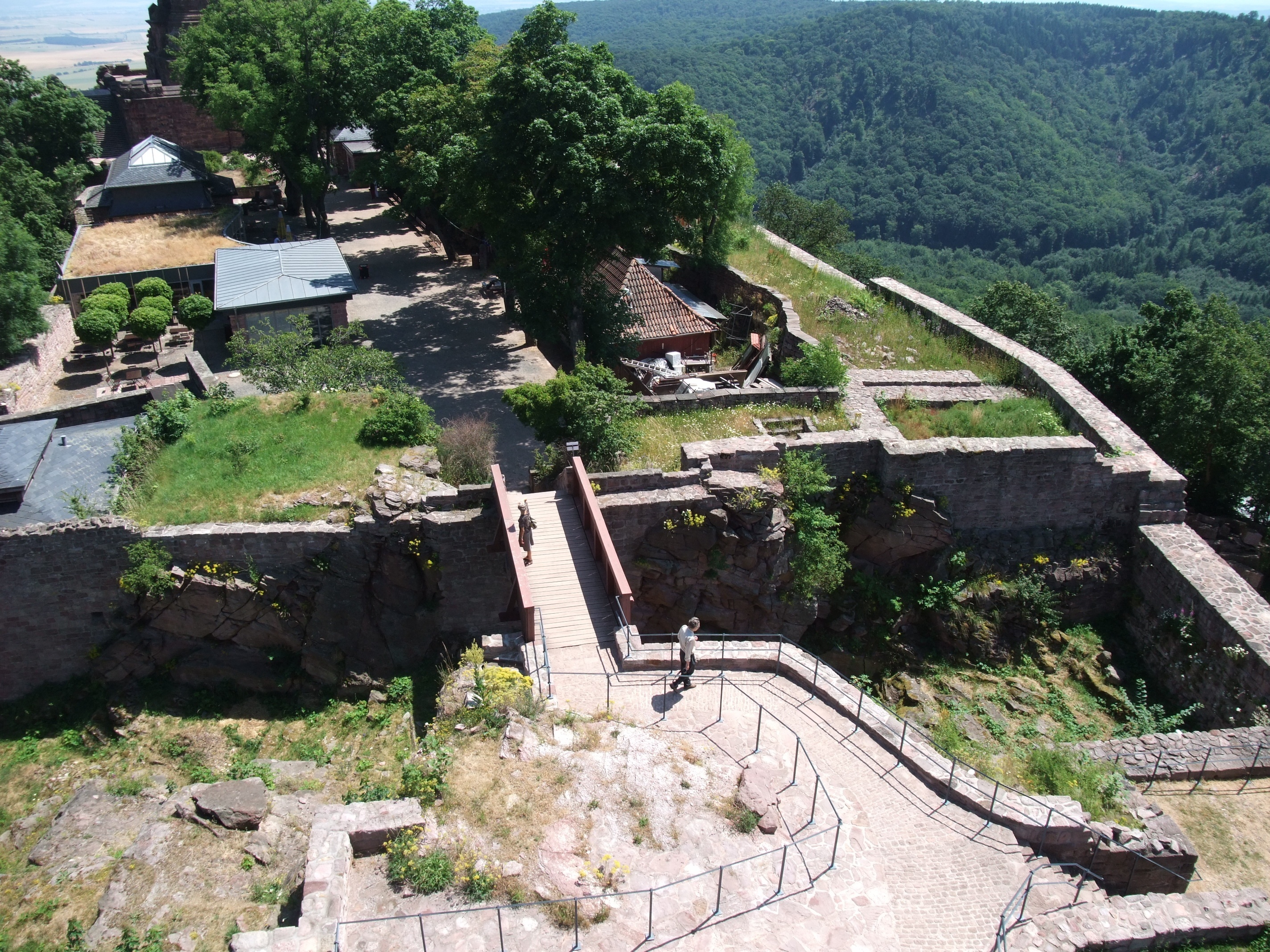
Vista parcial do castelo
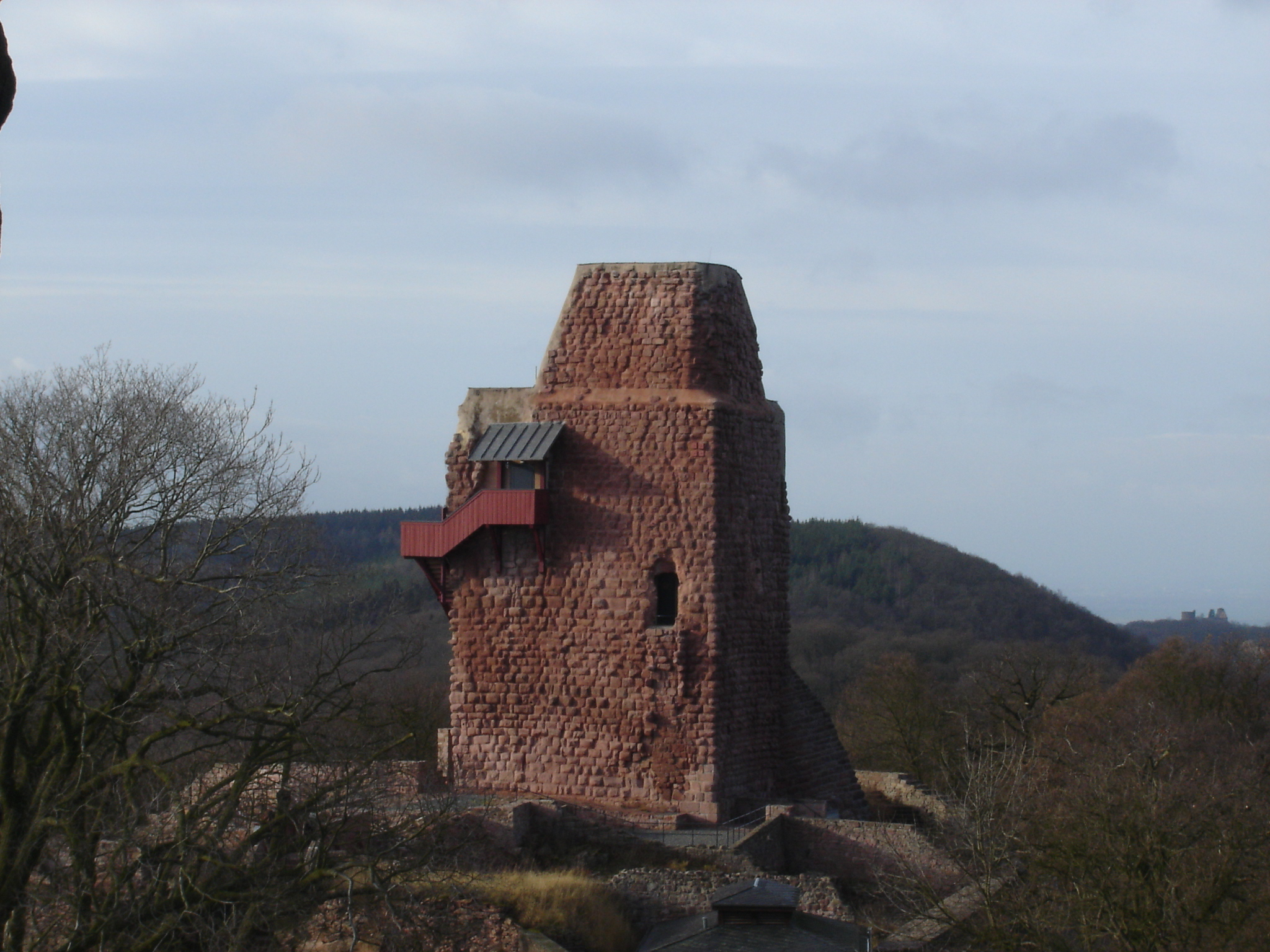
Torre Barba-Ruiva
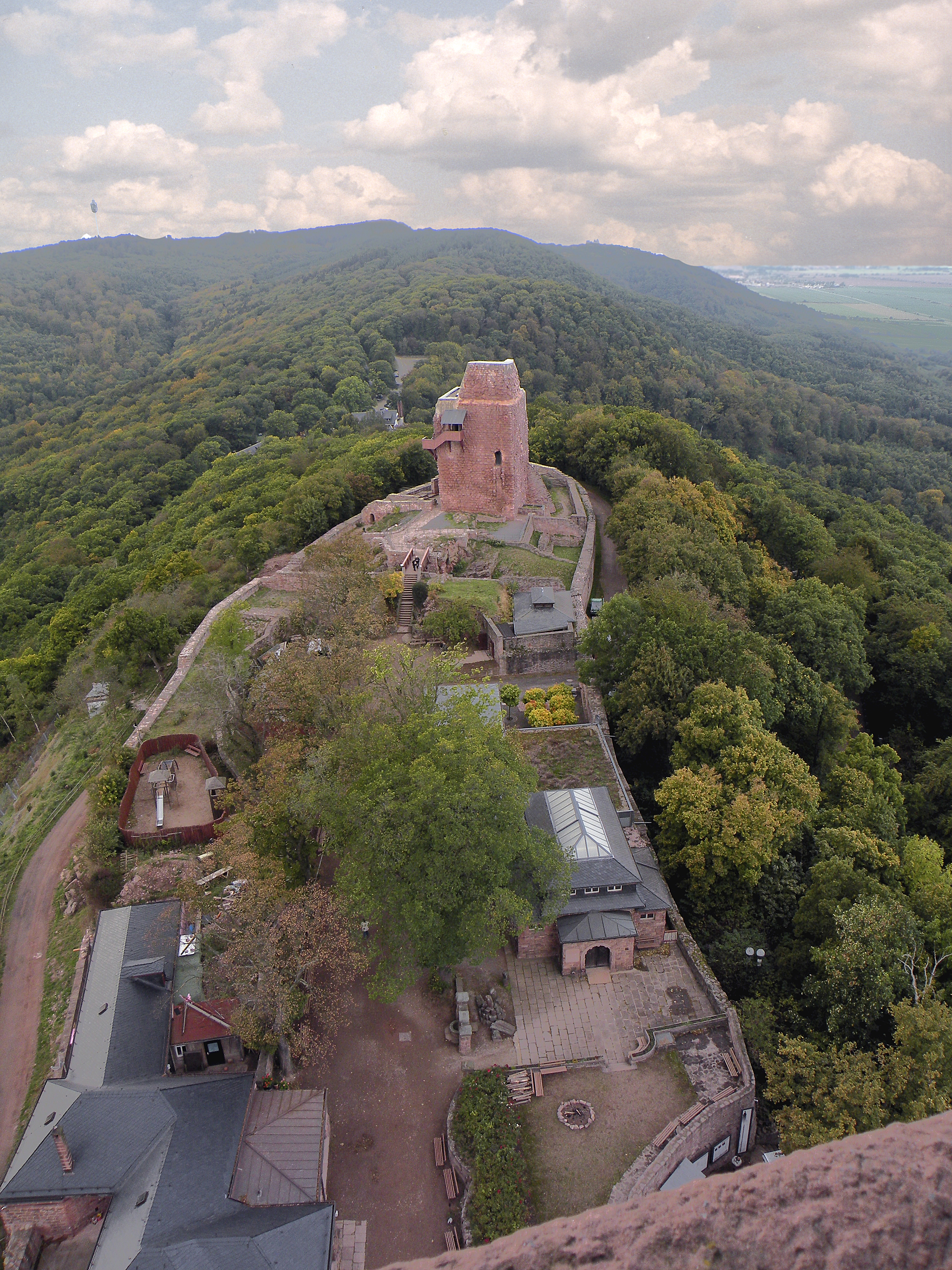
Vista geral
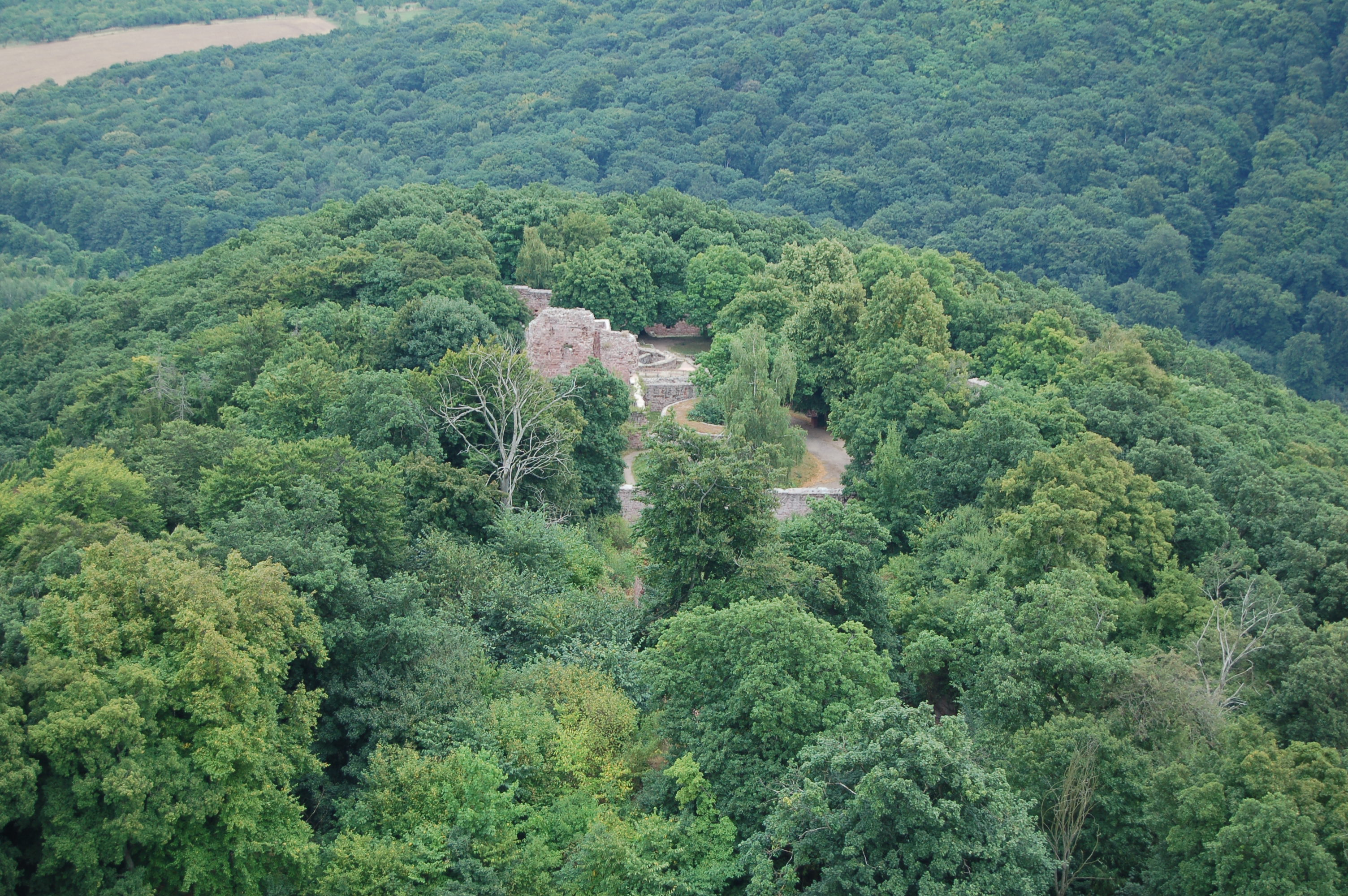
Vista do Castelo Baixo
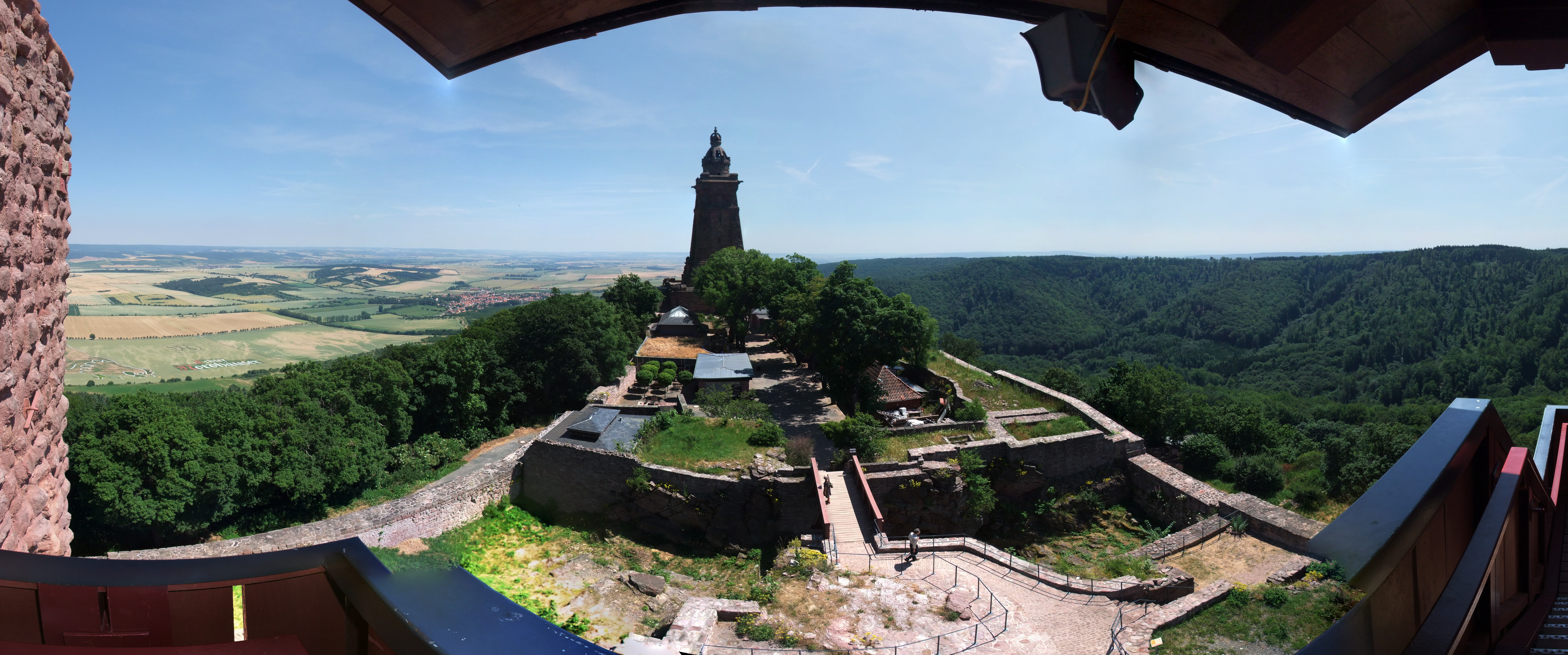
Vista do castelo a partir da Torre Barba-Ruiva